# Лопес, Хулиан Алехо
Хулиан Алехо Лопес (исп. Julián Alejo López; родился 8 января 2000, Авельянеда) — аргентинский футболист, полузащитник клуба «Расинг», выступающий на правах аренды за «Дефенсу и Хустисию».

## Биография
Лопес — воспитанник клуба «Расинг» из своего родного города. 8 октября 2018 года в матче против «Бока Хуниорс» он дебютировал в аргентинской Примере. В 2019 году Лопес помог клубу выиграть чемпионат.
В 2019 года в составе молодёжной сборной Аргентины Лопес принял участие в молодёжном чемпионате Южной Америки в Чили. На турнире он сыграл в матчах против Перу, Колумбии и дважды Уругвая.

## Достижения
Командные
 «Расинг»
- Победитель чемпионата Аргентины — 2018/2019